# Arheološki muzej Alta Montaña de Salta
Arheološki muzej Alta Montaña ali MAAM je nastal po volji vlade province Salta za zaščito, preučevanje in razširjanje odkritja mumij Otroci iz Llullaillaca, enega najpomembnejših arheoloških odkritij v zadnjem času, ki izvira iz več kot pred 500 let, v času razcveta Inkovskega imperija, malo pred prihodom španskih osvajalcev. 
Predstavljanje najpomembnejših arheoloških najdb v zadnjem času muzeološko predstavlja izziv. V muzeju, v katerem ni razstavljena le veličastna zbirka, je bilo ustvarjeno tudi območje, kjer se je skozi visokogorsko arheologijo mogoče približati andskemu svetu in od tam razumeti vesolje Inkov in njegove obredne običaje.

## Stavba
MAAM zaseda zgodovinsko in čudovito stavbo iz sredine 19. stoletja, ki se nahaja ob glavnem trgu mesta Salta (Plaza 9 de Julio). Fasada, obnovljena in izboljšana, je del neogotskega sloga z izrazitim viktorijanskim poudarkom. Notranjost je bila preoblikovana, da so jo prilagodili novi funkciji.
Opremljena z najsodobnejšo tehnologijo, razvija različne dejavnosti, ki se približujejo ohranjanju, proučevanju in razširjanju dragocenih zbirk, ki so v muzeju razstavljene.

## Kriokonzervacija
Kriokonzerviranje kot konzervacijska tehnika uporablja koncepte nizkih temperatur, posrednega prenosa mraza, toplotne stabilnosti in spremenjene atmosfere s stalnimi elektronskimi zapisi.
Telesa Otrok iz Llullaillace so v kapsulah, ki spreminjajo njihovo atmosfero z zmanjšanjem vsebnosti kisika v stabilnem okolju dvajset stopinj Celzija pod ničlo in osvetlitvijo, filtrirano v ultravijoličnem in infrardečem sevanju, ki zagotavljajo pravilno ohranitev.

## Storitve
Muzej ima stalni razstavni prostor in drugega za začasne razstave, laboratorije za znanstvene študije in muzejske konservatorske laboratorije. Ima tudi večnamensko sobo, kavarno in trgovino s spominki. Prav tako deluje bar, katerega meni vključuje jedi, ki so jih ustvarili lokalni kuharji z enakimi sestavinami, ki so jih uporabljali Inki.

## Cene
Cena vstopa v muzej je diskriminirana za argentinske obiskovalce ali tujce, s promocijsko ceno za upokojence in študente.

## Sistem vodenja kakovosti
Arheološki muzej Alta Montaña (MAAM) je septembra 2012 začel izvajati prostovoljni standard kakovosti ISO 9001: 2008 v vseh svojih procesih, da bi imel sistem vodenja kakovosti in pridobil njegovo potrdilo.

## Zahvala
Muzej je leta 2018 dobil priznanje fundacije Konex z diplomo kot zaslužen kot ena najpomembnejših kulturnih entitet zadnjega desetletja v Argentini.
Fundacija Konex je argentinska kulturna neprofitna organizacija, ustanovljena leta 1980 za promocijo, spodbujanje, pomoč in sodelovanje v kateri koli obliki kulturne, izobraževalne, intelektualne, umetniške, socialne, človekoljubne, znanstvene ali športne pobude, dela in podjetja v njihovih najpomembnejših vidike, kot jih je določil njen ustanovitelj in predsednik dr. Luis Ovsejevich.